# Phyllida
Phyllida ist ein seltener englischer weiblicher Vorname.

## Herkunft und Bedeutung
Der Name ist abgeleitet von Φυλλίδος (Phyllidos), der Genitivform von Φυλλίς (Phyllis), einer Gestalt der griechischen Mythologie, und wurde in der Hirtendichtung des 17. Jahrhunderts benutzt.

## Namensträgerinnen
- Phyllida Ashley (1894–1975), US-amerikanische Pianistin
- Phyllida Barlow (1944–2023), britische Künstlerin
- Phyllida Law (* 1932), britische Schauspielerin
- Phyllida Lloyd (* 1957), britische Film- und Theaterregisseurin